# Audiovizuální ceny Trilobit
Trilobit je ocenění, které v 60. letech 20. století uděloval Svaz československých filmových a televizních umělců – FITES nejlepším uměleckým počinům za uplynulé roční období ve filmu a televizi. Vedle Mezinárodního filmového festivalu Karlovy Vary se tak jedná o jedno z nejstarších ocenění svého druhu v České republice.[zdroj⁠?!] Cena byla poprvé udělena v roce 1966 a dále v letech 1967, 1968 a 1969. V lednu 1970 byla činnost FITESu zakázána, tím se i udělování cen Trilobit přerušilo. Cena byla obnovena v roce 1991.
V roce 1995 Český filmový a televizní svaz FITES vytvořil Cenu Vladislava Vančury, udělovanou za dlouhodobý či celoživotní přínos rozvoji české audiovizuální kultury. Jejími nositeli se stali Jiří Menzel, Oldřich Daněk, František Vláčil, Jan Špáta, Jiří Hubač, Jiří Krejčík, František Pavlíček, Vladimír Körner, Věra Chytilová, Arnošt Lustig, Jan Švankmajer, Pavel Koutecký in memoriam, Petr Weigl, Ladislav Helge, Miroslav Ondříček, František Filip, Jan Němec, Drahomíra Vihanová, Zdeněk Svěrák, Miloš Forman, Vojtěch Jasný, Jaromír Šofr, Čestmír Kopecký, in memoriam Evald Schorm a v roce 2020 Vladimír Pucholt.
Z Ceny Václava Havla se stala Cena Ferdinanda Vaňka, která je udělována za přínos audiovizuálního díla rozvoji občanské společnosti.
Součástí udělování je také snaha upozornit na problematické kvality Anticenou Citrón.
Od roku 2000 se udílení audiovizuálních cen Trilobit v Berouně stalo tradicí, 25. ledna 2020 se zde uskutečnilo po dvacáté, a to 33. ročník. Pořadateli cen Trilobit jsou Český filmový a televizní svaz FITES, z.s., město Beroun a Městské kulturní centrum Beroun. Hlavním mediálním partnerem je Česká televize.

## Trilobit 2020
Audiovizuální ceny Trilobit.
- Hlavní cena Trilobit 2020

herci Jiří Schmitzer a Ladislav Mrkvička za hlavní role ve filmu Staříci
- Cena Trilobit 2020

režisér a scenárista Jan Prušinovský a scenárista Petr Kolečko za televizní seriál MOST!
- Cena Trilobit 2020

autor námětu, scénáře a režisér Marko Škop za film Budiž světlo
- Cena Trilobit 2020

režisér Martin Mareček za film Dálava
- Zvláštní cena poroty

režisérka Theodora Remundová za film Moje století
- Cena Vladislava Vančury

herec Vladimír Pucholt
- Cena Ferdinanda Vaňka

režisérka Zuzana Piussi a režisér a producent Vít Janeček za dokumenty Obléhání města a Ukradený stát
- Cena Josefa Škvoreckého

Akademie múzických umění v Praze za odbornou publikaci Metodiky digitalizace národního filmového fondu metodou DRA
- Cena dětské poroty – Berounský medvídek

režisér Peter Bebjak za film O zakletém králi a odvážném Martinovi
- Zcela zvláštní cena poroty – Zlatý citrón

moderátoři Luboš Xaver Veselý, Michaela Jílková a Jaromír Soukup
- Cena diváků – berounský Klepáček (nestatutární cena)

režisér a producent Václav Marhoul za film Nabarvené ptáče

## Trilobit 2022
Audiovizuální ceny Trilobit.
- Hlavní cena Trilobit 2022

producenti Aneta Hickinbotham a Leszek Bodzak a režisér Jan Pawłov Matuszyński za film Nezanechat stopy.
- Cena Trilobit 2022

režisér David Sís za dokumentární film Sny o toulavých kočkách
- Cena Trilobit 2022

scenáristé Tomáš Feřtek, Matěj Podzimek a Michal Reitler a režiséři Tereza Kopáčová a Tomáš Mašín za televizní seriál Ochránce
- Cena Trilobit 2022

Michaela Pavlátová za výtvarnou složku a režii animovaného snímku Moje slunce Mad
- Cena Trilobit 2022

scenárista a režisér Miroslav Bambušek za film Lidi krve
- Cena Trilobit 2022

autorka námětu, scenáristka a režisérka Adéla Komrzý za film Jednotka intenzivního života
- Cena Vladislava Vančury 2022

hudební skladatel, dirigent a herec Jan Klusák za celoživotní dílo
- Cena Moc Bezmocných 2022

Adéla Špaljová a Tomáš Etzler za film Nebe
- Zcela zvláštní cena – Anticena Citrón 2022

Česká televize za dramaturgický plán hrané seriálové tvorby na rok 2022